# Alfred Wolfsohn
Alfred Wolfsohn (Berlín, 23 de setembre de 1896 - 5 de febrer de 1962) va ser un professor de cant alemany. Va ser el fundador d'una escola molt peculiar d'educació de la veu coneguda actualment a través de la tasca del Teatre Roy Hart. Entre els seus alumnes cal destacar a Charlotte Salomon.
Les seves experiències observant els laments de soldats ferits i moribunds durant la Primera Guerra Mundial i, més tard, el rebuig per les veus emeses de manera massa artificial que preponderaven al Berlín de l'època de Hitler, el portaren a explorar la naturalesa de la veu i les seves immenses possibilitats. Va ser un pioner de la investigació en aquest camp, i els seus estudis innovadors mostraren el potencial de la veu no tan sols com un instrument d'expressió artística sinó també com a instrument per al desenvolupament de la persona; en aquest sentit les seves orientacions s'han fet servir en l'àmbit de l'educació i en terapèutica. L'objectiu de Wolfsohn era aconseguir una emissió de la veu molt lliure, un tipus de veu que ell anomenava «la veu del futur».